# 切削加工
| 部分 | 名称 Titel                 |
| ---- | -------------------------- |
| 0    | 总则 General               |
| 1    | 车削 Turning               |
| 2    | 钻孔、锪孔、铰孔           |
| 3    | 铣削 Milling               |
| 4    | 刨削 Planing, shaping      |
| 5    | 拉削 Broaching             |
| 6    | 锯 Sawing                  |
| 7    | 锉、粗锉 Filing, rasping   |
| 8    | 刷削 brush                 |
| 9    | 刮、凿 Scraping, chiseling |
| 11   | 旋转研磨 Grinding          |
| 12   | 砂带磨削 Belt grinding     |
| 13   | 线性珩磨 Honing            |
| 14   | 搪磨和超级研磨             |
| 15   | 研磨 Lapping               |
| 17   | 滚筒抛光 Barrel polishing  |

切削加工是将坯料或工件上多余的材料层用硬度更高的工具切去，使其达到形状、尺寸、表面质量等要求的加工过程，加工对象主要是金属材料，包括各种钢、铝合金、钛合金、高温合金等。毛坯可由铸造、锻造、预拉伸、轧制等工艺制成。
切削加工可分为机械加工和钳工两个部分。机械加工由工人操纵机床来完成，主要加工方式有车削、钻削、铣削、刨削、磨削、镗削等。钳工由工人手持工具来完成，有划线、錾削、锉削、锯割、攻螺纹、套螺纹、刮削、研磨等。
零件的加工过程分粗加工、半精加工、精加工和光整加工4个阶段。粗加工是切除毛坯上大部分多余的材料，使其形状和尺寸接近成品。半精加工是为主要表面的精加工（精铣、精磨）做好准备，并完成次要表面加工，如扩孔、攻螺纹、铣键槽等。精加工要保证零件达到尺寸精度和表面粗糙度。对要求很高（IT6以上，Ra0.2以下）的表面需要进行光整加工。

## 车削
车削加工（英语：turning）是工件旋转作主运动，车刀作进给运动。车削加工可以在卧式车床、立式车床、转塔车床、仿形车床、自动车床、数控车床以及各种专用车床上进行，主要用来加工各种回转表面，如外圆、内圆、平面、锥面、螺纹和滚花面等。根据车刀角度和切削量可分为粗车、半精车、精车等阶段。粗车的尺寸公差等级为IT12~IT11，表面粗糙度Ra25~12.5µm；半精车为IT10~IT9，Ra6.3~3.2µm；精车为IT8~IT7（外圆到IT6），Ra1.6~0.8µm（有色金属到0.4µm）。
车刀按用途分为外圆车刀、端面车刀、切断刀、内孔车刀、圆头车刀和螺纹车刀等类型。车刀由刀头和刀杆两部分组成，刀头负责切削，刀杆用于装夹。

## 钻孔
钻孔加工

## 铣削
铣削是一种在铣床上利用铣刀的旋转和工件相对刀具的移动来完成零件切削加工的方法。
轮廓铣削（Profile Milling）用来加工垂直或倾斜的表面。平面铣削有端铣和周铣之分。端铣表面粗糙度低、效率高，应用广泛。端洗又分对称铣和不对称铣；周铣又分顺铣和逆铣。当铣刀旋转方向与工件进给方向相同时为顺铣，相反时称为逆铣。顺铣功率消耗小，利于排屑，易保证尺寸精度；但加工硬皮铸件、锻造毛坯或工件硬度较高时应采用逆铣法。

## 磨削
磨削加工是利用高速旋转的砂轮等磨具加工工件表面的切削加工方法，主要用于精加工和超精加工，精度可达IT6~IT5，表面粗糙度一般为Ra0.8~0.008。